# ウェリントン (フロリダ州)
ウェリントン（Wellington）は、アメリカ合衆国フロリダ州のパームビーチ郡にある村。郡の内陸部にある。人口は6万1637人（2020年）で村としては州内最大である。

## 概要
国勢調査指定地域（CDP）の歴史が長く、商品作物を栽培する農園が広がっていた。イチゴの生産で有名だった。1980年頃から不動産ディベロッパーにより住宅地が造成され新住民が流入した。1995年に自治体設立を決める住民投票が実施され、3,851対3,713という僅差で賛成多数となり「ウェリントン村」が誕生した。
ウェリントンはゴルフ場や乗馬クラブ、ポロクラブなどのレジャー施設が多い。

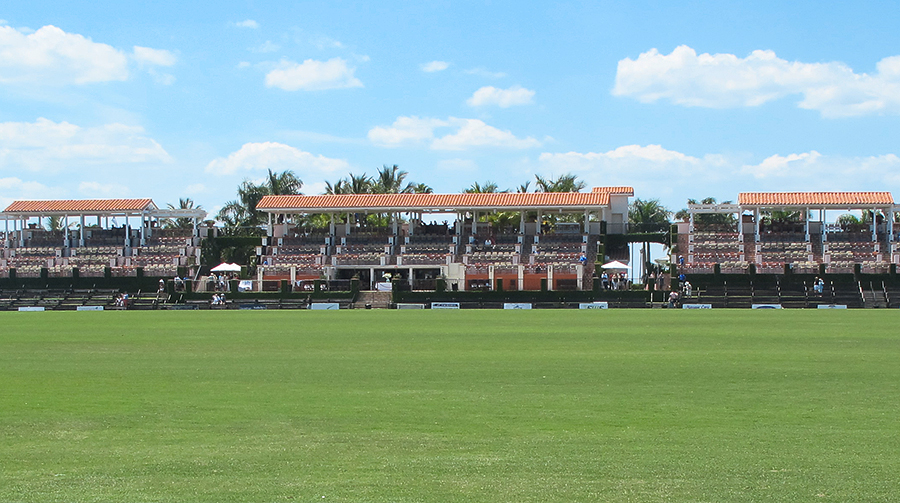
ナショナル ポロセンター